# Icius hamatus
Icius hamatus (C. L. Koch, 1846) è un specie di ragno appartenente alla famiglia Salticidae. Si tratta della specie tipo del genere Icius, al quale venne cambiata la nomenclatura binomiale per non confonderla con la Icius notabilis Simon, 1871, che è un errore di identificazione di I. subinermis (Simon, 1937), come descritto in uno studio di Prószynski del 1983.
È, con I. congener Simon, 1871 e la sopracitata I. subinermis, una delle tre specie presenti sul territorio italiano.

## Descrizione

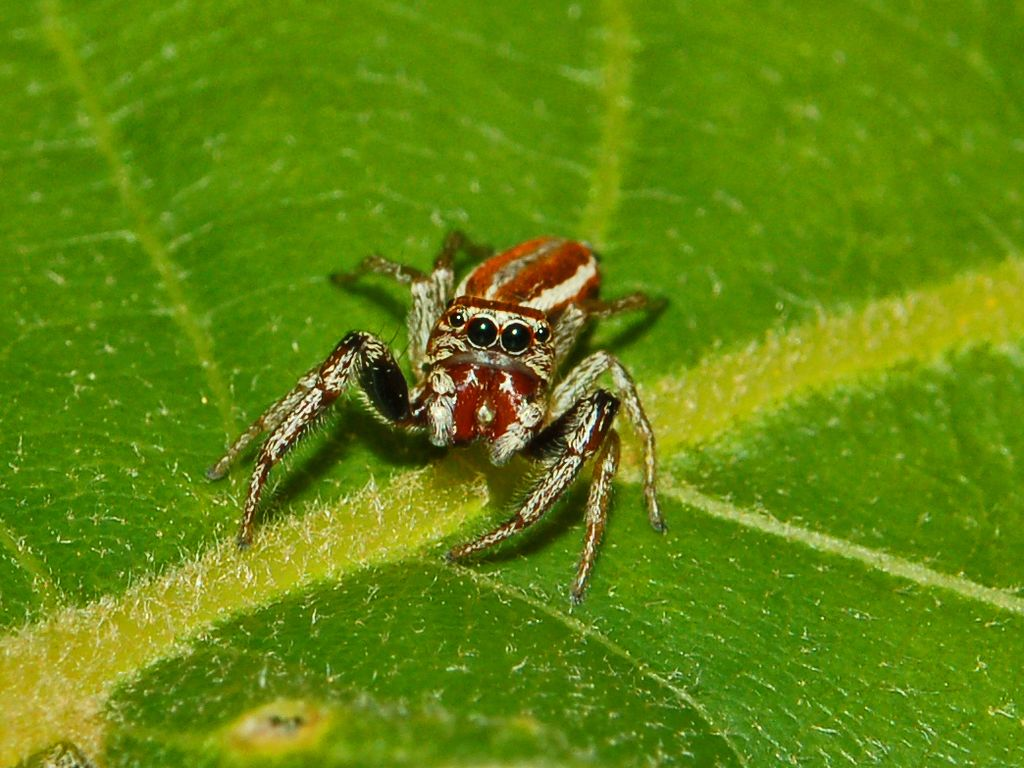
Icius hamatus - maschio, vista frontale.

La specie ripropone l'aspetto tipico dei Salticidae; di piccole dimensioni, dotati di otto ocelli, quattro anteriori con i mediani molto grandi e i restanti, più piccoli, su ciascun lato, posti in modo da consentire un'eccellente visione binoculare.
Gli adulti di questi ragni raggiungono circa 5-7 mm di lunghezza e presenta nei maschi un prosoma dorsalmente di color bruno ruggine marginato di nero e con peli bianchi, con peli dello stesso colore presenti davanti e lateralmente mentre nelle femmine sono in grigio chiaro.
L'opistosoma, nei maschi presenta dorsalmente un motivo a macchia scura con folti peli arancioni e tre bande longitudinali bianche, completato lateralmente da una banda longitudinale scura, nelle femmine è dorsalmente beige con peli beige-arancio-neri, con motivo a reticolo lateralmente che diventa più scuro verso la parte posteriore.
La lunghezza del corpo nel maschio è di 5,4 mm, mentre nelle femmine va dai 5,1 ai 6,5 mm.

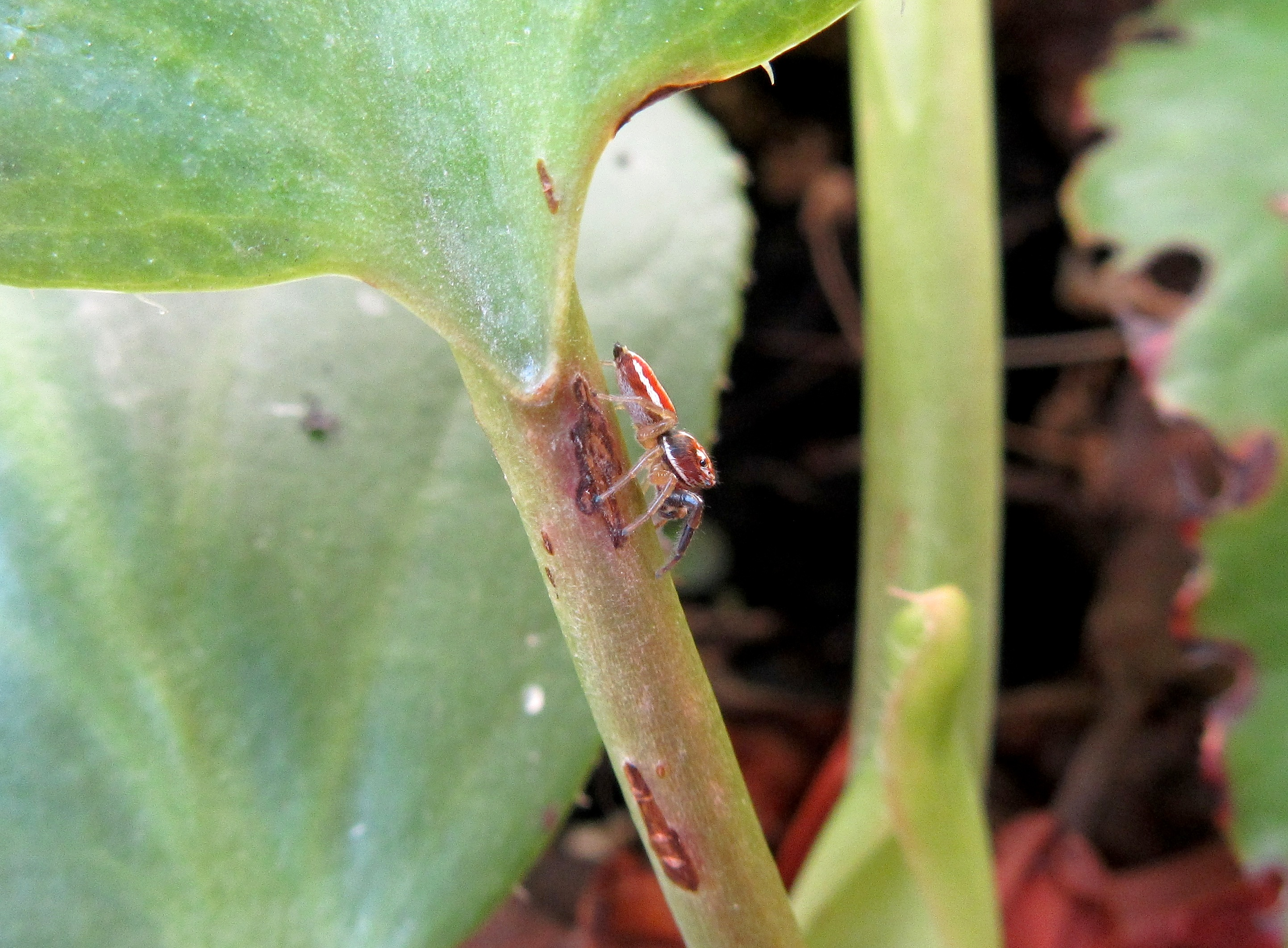
Salticide (Icius hamatus) di profilo

## Distribuzione e habitat
Questa specie si trova nell'ecozona paleartica, ed è stata osservata in Europa mediterranea, Portogallo Spagna, Francia, Svizzera, Italia, Serbia, Romania, Grecia, Turchia, e in Nordafrica, in Algeria, Libia, Tunisia e Marocco.
Gli esemplari preferiscono gli habitat secchi e caldi ("xerotermici") e possono essere incontrati principalmente su cespugli soleggiati, arbusti e pareti di case (organismo sinantropico), dove perseguono attivamente le loro prede. La loro presenza è comune negli agrumeti.